# روچیگرات
روچیگرات (به لاتین: Rüchigrat) یک کوه در سوئیس است که در کانتون گلاروس واقع شده‌است. روچیگرات ۲٬۶۵۷ متر بالاتر از سطح دریا واقع شده‌است.